# Пирдопски говор
Пирдопският говор е български диалект, представител на балканските говори. Говори се предимно в Пирдоп, Копривщица и Клисура, както и в някои от околните им села. На запад граничи със западните говори (ботевградски говор).

## Характеристики
- Застъпване на ѣ по правилата на балканските говори, с изключение на якавия изговор пред съгласни ж и ш: мр’àжа (мрежа), н’àшто (нещо)
- Застъпник на стб. ѫ и ъ е винаги ерова гласна, като
  - в повечето случаи под ударение се изговаря като а, а в неударена позиция като ъ: маш—мъжа̀
  - при глаголните окончания, както и при членуване на съществителните в мъжки род, неудареното ѫ се произнася като ạ (полуредуцирано а): четà—бèрạ, четàт—бèрạт
- Употреба на а при заместване на стб. ь (тàнак, сравни с книжовното „тънък“) и ѧ (например при кратките дателни местоименни форми: ма, та, са, сравни с книжовните „ме“, „те“, „се“)
- Групите ър/ръ и ъл/лъ се изговарят винаги с ерова гласна след съгласната: кръ̀ваф (кървав), влък (вълк).
- Наличие на твърди съгласни вместо меки: вѝда (видя), мòла (моля), нòса (нося).
- Липса на редукция при гласните а, е, о.
- Членна форма за мъжки род единствено число само ерова гласна, която в сравнително редки случаи се омекчава от предходната съгласна: кракà (кракът), гòстạ (гостът), кòн’ạ (конят).
- Многосричните имена от мъжки род окончават на -е в множествено число: цръвỳле (цървули), нарòде (народи).